# Fort Shelby
El Fort Shelby fue un fuerte militar situado en la actual Detroit, la ciudad más poblada del estado estadounidense de Míchigan. Fue construido  en 1779 y desmantelado en 1827. Fue uno de los escenarios de la guerra anglo-estadounidense de 1812. 

## Historia
Fue construido por los británicos en 1779 como Fort Lernoult y cedido a los Estados Unidos por el Tratado de Jay en 1796. Fue rebautizado Fort Detroit por el Secretario de Guerra Henry Dearborn en 1805.
El comandante estadounidense William Hull entregó el fuerte en 1812, pero fue reclamado por Estados Unidos en 1813. Los estadounidenses lo rebautizaron como Fort Shelby en 1813, pero las referencias al "Fort Detroit" relacionadas con la Guerra de 1812 se refieren a este fuerte. El anterior Fort Detroit, construido por los franceses, había sido abandonado por los británicos en 1779 a favor del Fort Lernoult. Fort Shelby fue entregado a la ciudad de Detroit en 1826 y desmantelado en 1827.

### Fort Lernoult bajo los británicos

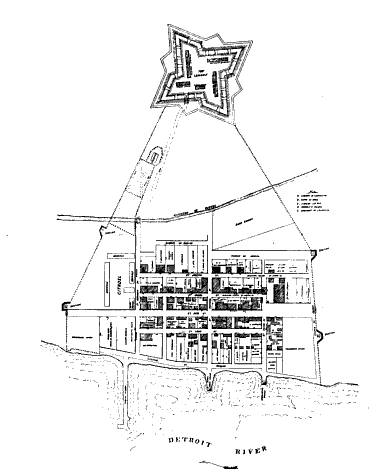
El Fort Shelby y el antiguo Fort Detroit.

En el otoño de 1778, el capitán Richard Lernoult, comandante del ejército británico en Fort Detroit, temía que el campamento existente no fuera suficiente para defenderse de las fuerzas estadounidenses que se aproximaban. Bajo el mando del coronel Daniel Brodhead, habían avanzado hasta noventa millas. Envió a su segundo al mando, el capitán Henry Bird, para planificar una nueva fortificación en un terreno más alto. El trabajo comenzó en el proyecto en noviembre de 1778, y aunque la construcción estuvo plagada de problemas debido al clima severo, en octubre de 1779 un total de 381 tropas británicas estaban estacionadas en el nuevo fuerte.
El fuerte fue construido con una pila de troncos de árboles de 1,2 metros de alto, rematada con estacas afiladas de hasta 2,5 m de largo, todas cubiertas con un terraplén de tierra de 3,3 de altura, 3,6 de ancho en la parte superior y 8 m de espesor en la base. Fuera del terraplén había una zanja de 1,8 m de profundidad, 3,6 m de ancho y que contenía un piquete de casi 4 m.
Aunque los británicos habían prometido abandonar sus fuertes en territorio estadounidense tras el final de la Guerra de Independencia en 1783, continuaron ocupando seis de ellos, incluido el Fort Lernoult. El presidente George Washington envió al presidente del Tribunal Supremo John Jay a Londres en 1794 para negociar una resolución a este y otros asuntos. El Tratado de Jay requería que los fuertes fueran entregados a los Estados Unidos en junio de 1796. Los británicos abandonaron Fort Lernoult y trasladaron sus fuerzas a Fort Amherstburg en el lado canadiense del río Detroit. Los estadounidenses ocuparon el fuerte el 11 de julio de 1796, bajo el mando del coronel Jean François Hamtramck con 300 hombres.

### El control estadounidense y la guerra de 1812
El 5 de agosto de 1805, el secretario de Guerra Henry Dearborn envió una carta al comandante de Fort Lernoult, Samuel Dyson, informándole que el nombre del fuerte se había cambiado a Fort Detroit. El gobernador del territorio de Míchigan, William Hull, expandió el fuerte en 1807, construyendo una empalizada más alta (14 pies). Tras el estallido de las hostilidades con los británicos en 1812, Hull fue nombrado general de brigada y puesto al mando del Ejército del Noroeste. Hull abandonó Fort Lernoult el 12 de julio de 1812 para emprender una invasión de Canadá, que fue abandonada después de enterarse de que los británicos habían capturado la isla Fort Mackinac.

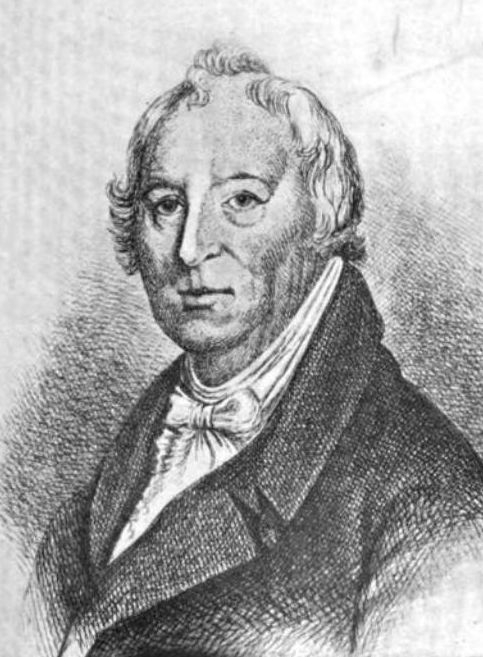
William Hull se rindió tras el sitio de Detroit

Tras la retirada de Hull al otro lado del río Detroit, el general británico Isaac Brock instaló baterías de artillería en lo que ahora es Windsor, Ontario, directamente enfrente del fuerte. Según el informe posterior de Brock, la fuerza de ataque de lo que se conociò como el sitio de Detroit incluía 600 guerreros y 1300 soldados, así como dos buques de guerra. En la mañana del 15 de agosto de 1812, Brock envió una demanda a Hull, con una amenaza implícita de masacre a manos de sus aliados indios:
"Señor, la fuerza a mi disposición me autoriza a exigirle la rendición inmediata de Fort Detroit. Estoy lejos de mi inclinación a unirme a una guerra de exterminio, pero debes saber que el numeroso cuerpo de indios, que se ha unido a mis tropas, estará fuera de mi control en el momento en que comience la contienda".
Hull inicialmente se negó a rendirse y respondió:
"Señor, he recibido su carta de esta fecha. No tengo otra respuesta que dar que informarle que estoy dispuesto a enfrentar cualquier fuerza que pueda estar a su disposición, y las consecuencias que puedan resultar de cualquier ejercicio que considere apropiado hacer".
A la mañana siguiente, al amparo de sus baterías y de los barcos HMS Queen Charlotte y HMS Hunter, los británicos cruzaron el río Detroit y comenzaron a avanzar hacia el fuerte. A medida que las bajas comenzaron a aumentar y por temor a una matanza a manos de los indios, Hull entregó el fuerte y todas sus armas, así como dos destacamentos de tropas al mando de los coroneles Lewis Cass y Duncan McArthur que regresaban al fuerte. El general Hull fue sometido a un consejo de guerra por entregar el fuerte sin luchar y sentenciado a ser fusilado, pero el presidente James Madison lo indultó.
El fuerte permaneció en manos británicas durante más de un año, hasta la batalla del lago Erie. Tras su derrota en la batalla naval, y con el general William Henry Harrison avanzando sobre Detroit con 1.000 soldados, los británicos se retiraron al lado canadiense del río. Duncan McArthur, para entonces un general, tomó posesión del fuerte el 29 de septiembre de 1813, y el fuerte pasó a llamarse Fort Shelby en honor al gobernador Isaac Shelby de Kentucky, que había acudido en ayuda del general Harrison con un regimiento de voluntarios.
El fuerte estuvo ocupado durante los siguientes 13 años, pero cayó en mal estado. El Congreso lo entregó a la ciudad de Detroit en 1826 y fue demolido en la primavera de 1827.

### En la actualidad

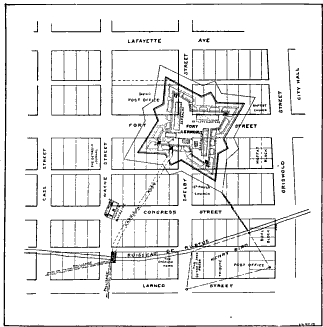
Ubicación del fuerte superpuesta en un mapa callejero moderno.

El fuerte estaba centrado en la intersección actual de Fort Street y Shelby Street en el centro de Detroit, y delimitado por Michigan Avenue, Griswold Street, W. Congress Street y Cass Avenue. Mientras excavaba en 1961 para construir el Detroit Bank & Trust Building, se descubrieron los restos de un poste de madera del fuerte. Se recuperaron un total de más de 8,000 artefactos y ahora se encuentran en el Museo de Antropología de la Universidad Estatal Wayne.
Hoy en día, el sitio está ocupado por el Palacio de Justicia de los Estados Unidos Theodore Levin, la parte occidental del edificio Penobscot, el antiguo edificio de la sucursal de Detroit del Banco de la Reserva Federal de Chicago y otros edificios comerciales.

## Lectura adicional
- Farmer, Silas. (1884) (Jul 1969) The history of Detroit and Michigan, or, The metropolis illustrated: a chronological cyclopaedia of the past and present: including a full record of territorial days in Michigan, and the annuals of Wayne County, in various formats at Open Library.

- Datos: Q5472028
- Multimedia: Fort Shelby (Michigan) / Q5472028